# Двуречие (Русия)
Двуречие (на руски: Двуречье) е село в Облученски район на Еврейската автономна област в Русия. Влиза в състава на Известковското градско селище.

## География
Село Двуречие се намира на десния бряг на река Кулдур. На два километра на юг протича река Сутара. През селото преминава Транссибирската магистрала и автомобилния път Чита – Хабаровск.
Разстоянието до административния център, селището Известковий, е около 3 км (на запад по автомобилния път Чита – Хабаровск).